# Karl Egbert Wenzel
Karl Egbert Wenzel (* 11. August 1930 in Breslau; † 22. August 1998 in Stuttgart) war ein deutscher Rechtsanwalt und Medienrechtler.

## Leben
Wenzel studierte an der Universität zu Köln Rechtswissenschaft. 1952 wurde er im (Breslauer) Corps Silesia recipiert. Mit einer Doktorarbeit bei Wolfgang Hefermehl wurde er 1957 in Köln zum Dr. iur. promoviert. Er trat 1963 in die Kanzlei des Stuttgarter Presserechtlers Martin Löffler ein und wurde dort Partner.
Für seine nebenberufliche Lehrtätigkeit an der Stuttgarter Fachhochschule Druck, der heutigen Hochschule der Medien, wurde er zum Honorarprofessor ernannt.
Schwerpunkte von Wenzels wissenschaftlicher Tätigkeit waren die Erforschung und Begleitung der Entwicklung des Medienrechts, des Urheberrechts und des Markenschutzrechts in einer sich verändernden modernen Gesellschaft. Er war Herausgeber der Zeitschrift AfP – Zeitschrift für Medien- und Kommunikationsrecht. Außerdem war er Vorstand der Rechtsanwaltskammer Stuttgart.
Als Rechtsanwalt erstritt er unter anderem vor dem Bundesverfassungsgericht die sogenannte Hackethal-Entscheidung zum ärztlichen Werbeverbot. Die Werke von Wenzel zum Urheberrecht und zum Recht der Wort- und Bildberichterstattung sind zu Standardwerken geworden; sie werden auch nach seinem Tod noch regelmäßig neu aufgelegt.

## Werke
- Das Recht der Wort- und Bildberichterstattung, 1966, 2. Auflage 1979, 3. Aufl. 1986
- Urheberrecht für die Praxis, 1987, 2. Aufl. 1990, 3. Aufl. 1996
- Mitherausgeber von: Löffler, Presserecht, 4. Aufl. 1997 (zusammen mit Klaus Sedelmeier)
- Unterlassungsverfügungen in Medienangelegenheiten, in: Andreas Heldrich (Hrsg.): Medien zwischen Spruch und Informationsinteresse – Festschrift für Robert Schweizer zum 60. Geburtstag, 1995. Digitalisat hier